# Grand Prix d'été de saut à ski 2009
Le Grand Prix d'été de saut à ski 2009 est la 16eédition du Grand Prix d'été de saut à ski organisé par la FIS, il fut remporté par le suisse Simon Ammann.
Navigation
Édition précédente Édition suivante
L'édition 2009 du Grand Prix d'été de saut à ski s'est déroulé du 8 août au 3 octobre.

## Classement général
| Place | Nom                   | Pays     | Points |
| ----- | --------------------- | -------- | ------ |
| 1     | Simon Ammann          | Suisse   | 537    |
| 2     | Robert Kranjec        | Slovénie | 477    |
| 3     | Adam Małysz           | Pologne  | 294    |
| 4     | Denis Kornilov        | Russie   | 293    |
| 5     | Gregor Schlierenzauer | Autriche | 280    |
| 6     | Harri Olli            | Finlande | 275    |
| 7     | Daiki Itō             | Japon    | 251    |
| 8     | Anders Jacobsen       | Norvège  | 241    |
| 9     | Bjørn Einar Romøren   | Norvège  | 232    |
| 10    | Noriaki Kasai         | Japon    | 217    |

## Calendrier
| Date           | Lieu         | Vainqueur                                                                       | Deuxième                                                                        | Troisième                                                                  |
| -------------- | ------------ | ------------------------------------------------------------------------------- | ------------------------------------------------------------------------------- | -------------------------------------------------------------------------- |
| 8 août 2009    | Hinterzarten | Norvège : - Bjørn Einar Romøren - Kenneth Gangnes - Anders Jacobsen - Tom Hilde | Allemagne : - Michael Neumayer - Georg Späth - Michael Uhrmann - Martin Schmitt | Finlande : - Sami Niemi (de) - Janne Happonen - Harri Olli - Kalle Keituri |
| 9 août 2009    | Hinterzarten | Simon Ammann                                                                    | Anders Jacobsen                                                                 | Denis Kornilov                                                             |
| 12 août 2009   | Pragelato    | Simon Ammann                                                                    | Adam Małysz                                                                     | Emmanuel Chedal                                                            |
| 14 août 2009   | Courchevel   | Simon Ammann                                                                    | Adam Małysz                                                                     | Roman Koudelka                                                             |
| 16 août 2009   | Einsiedeln   | Bjørn Einar Romøren                                                             | Daiki Ito                                                                       | Robert Kranjec                                                             |
| 22 août 2009   | Zakopane     | Gregor Schlierenzauer                                                           | Johan Remen Evensen                                                             | Adam Małysz                                                                |
| 23 août 2009   | Zakopane     | Anders Jacobsen                                                                 | Gregor Schlierenzauer                                                           | Johan Remen Evensen                                                        |
| 29 août 2009   | Hakuba       | Noriaki Kasai                                                                   | Fumihisa Yumoto                                                                 | Simon Ammann                                                               |
| 30 août 2009   | Hakuba       | Robert Kranjec                                                                  | Daiki Ito                                                                       | Simon Ammann                                                               |
| 3 octobre 2009 | Klingenthal  | Gregor Schlierenzauer                                                           | Robert Kranjec                                                                  | Harri Olli                                                                 |